# العلاقات السنغالية التوفالية
العلاقات السنغالية التوفالية هي العلاقات الثنائية التي تجمع بين السنغال وتوفالو.

## مقارنة بين البلدين
هذه مقارنة عامة ومرجعية للدولتين:
| وجه المقارنة                                              | السنغال                                              | توفالو                         |
| --------------------------------------------------------- | ---------------------------------------------------- | ------------------------------ |
| المساحة (كم2)                                             | 196.72 ألف                                           | 26                             |
| عدد السكان (نسمة)                                         | 15.85 مليون                                          | 11.19 ألف                      |
| الكثافة السكانية (ن./كم²)                                 | 80.57                                                | 43.04 ألف                      |
| العاصمة                                                   | داكار                                                | فونافوتي                       |
| اللغة الرسمية                                             | لغة فرنسية، اللغة الولوفية، باديارا ‏، اللغة البلنتية | اللغة التوفالوية، لغة إنجليزية |
| العملة                                                    | فرنك غرب أفريقي                                      | دولار توفالو                   |
| الناتج المحلي الإجمالي (بليون دولار)                      | 16.37 مليار                                          | 39.73 مليون                    |
| الناتج المحلي الإجمالي (تعادل القوة الشرائية) بليون دولار | 36.62 مليار                                          | 38.93 مليون                    |
| الناتج المحلي الإجمالي الاسمي للفرد دولار أمريكي          | 899                                                  | 3.29 ألف                       |
| الناتج المحلي الإجمالي للفرد دولار أمريكي                 | 2.33 ألف                                             | 3.77 ألف                       |
| مؤشر التنمية البشرية                                      | 0.466                                                |                                |
| رمز المكالمات الدولي                                      | +221                                                 | +688                           |
| رمز الإنترنت                                              | .sn                                                  | .tv                            |
| المنطقة الزمنية                                           | 00                                                   | ت ع م+12:00                    |

## منظمات دولية مشتركة
يشترك البلدان في عضوية مجموعة من المنظمات الدولية، منها:
| علم المنظمة | اسم المنظمة                                 | تاريخ انضمام السنغال | تاريخ انضمام توفالو |
| ----------- | ------------------------------------------- | -------------------- | ------------------- |
|             | البنك الدولي للإنشاء والتعمير               | 31 أغسطس 1962        | 24 يونيو 2010       |
|             | منظمة حظر الأسلحة الكيميائية                | ?                    | ?                   |
|             | الأمم المتحدة                               | 28 سبتمبر 1960       | 5 سبتمبر 2000       |
|             | مؤسسة التنمية الدولية                       | 31 أغسطس 1962        | 24 يونيو 2010       |
|             | يونسكو                                      | 10 نوفمبر 1960       | 21 أكتوبر 1991      |
|             | الاتحاد البريدي العالمي                     | ?                    | ?                   |
|             | مجموعة دول أفريقيا والكاريبي والمحيط الهادئ | ?                    | ?                   |
|             | الاتحاد الدولي للاتصالات                    | 15 نوفمبر 1960       | 15 أغسطس 1996       |

## وصلات خارجية
- موقع وزارة الخارجية السنغالية